# Анісове
Ані́сове — пасажирський залізничний зупинний пункт Київської дирекції Південно-Західної залізниці на електрифікованій змінним струмом лінії Чернігів — Ніжин. Відкритий у 1964 р.
Розташований у селі Анисів Чернігівського району Чернігівської області між станціями Количівка (3 км) та Муравійка (17 км).
На зупинному пункті зупиняються приміські поїзди.